# Nuevitas
Nuevitas – miasto portowe na Kubie, w Camagüey. 
- Liczba mieszkańców: 44 882
- Powierzchnia miasta: 415 km²
- gęstość zaludnienia: 108,1 os/km²

W tym mieście rozwinął się przemysł materiałów budowlanych, chemiczny, spożywczy, maszynowy, cementowy oraz stoczniowy.